# Stufentandem

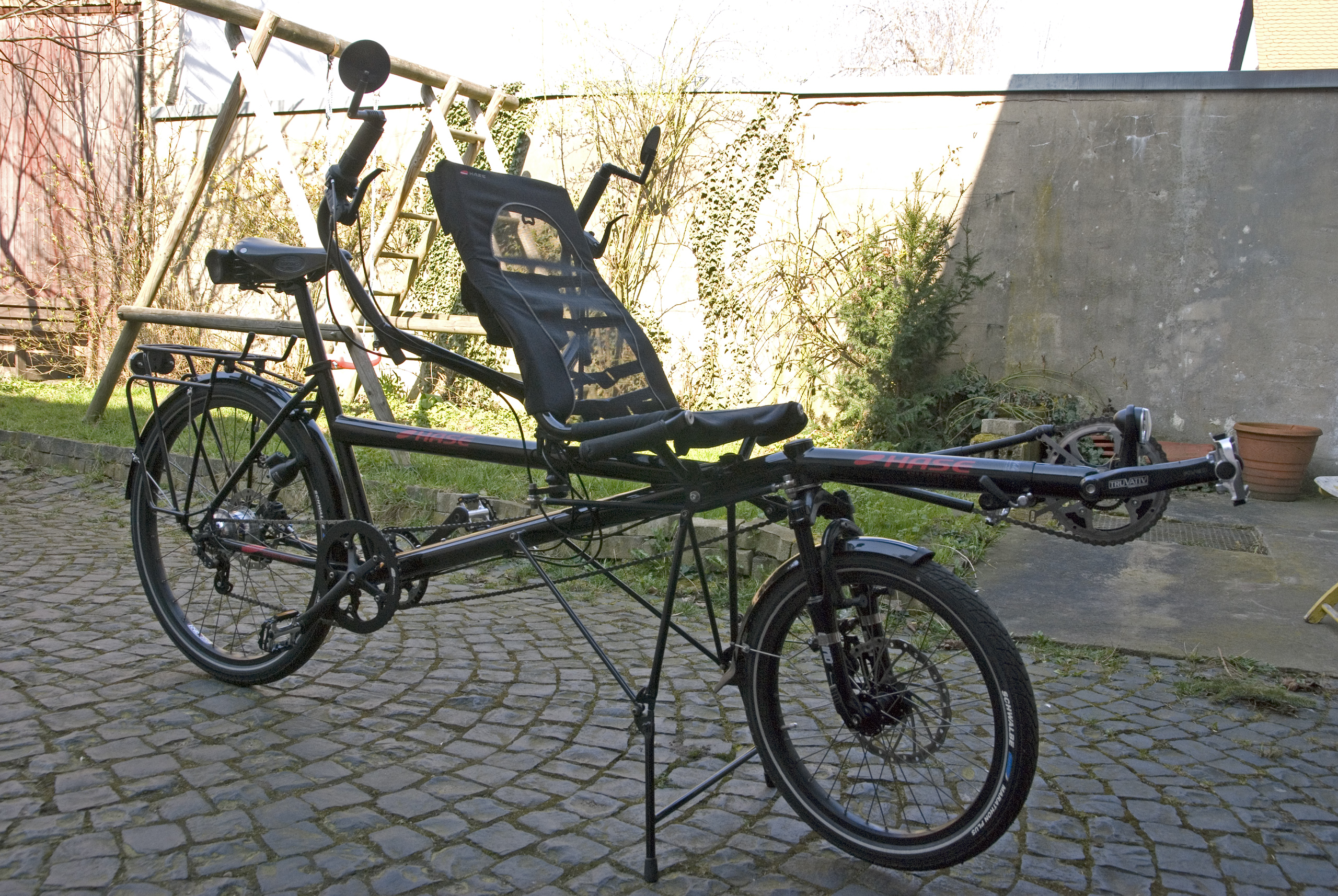
Stufentandem Pino von Hase Spezialräder

Ein Stufentandem, auch als Kombi-Tandem oder Semi-Recumbent bezeichnet, ist ein Tandem mit Liegeradsitzposition vorne und aufrechter Sitzposition hinten. Im Vergleich zum herkömmlichen Tandem haben beide Fahrer freie Sicht nach vorne. Die meisten Stufentandems sind deutlich kürzer als konventionelle Tandems. Stufentandems haben ihren Ursprung im Reha-Bereich, werden aber heutzutage auch im Alltag und auf Radreisen verwendet.

## Technik
Sie werden im Gegensatz zu herkömmlichen Tandems vom hinteren Sitz aus gelenkt, für den vorderen Fahrer sind meist Haltegriffe unter dem Sitz montiert. 
Bei Modellen, deren vordere Tretkurbelgarnitur mit einem Freilauf ausgestattet ist, kann der vordere Fahrer mit dem Treten pausieren, während der Steuermann weiter pedaliert. Dadurch ist diese Tandem-Bauart gut für Kinder, Behinderte und Blinde geeignet. Für körperlich beeinträchtigte Mitfahrer wird für den Liegeradsitz ein Handkurbelantrieb angeboten. Bei einigen Sonderanfertigungen lenkt die vordere Person, was einen geübten Steuermann voraussetzt.
Spezielle Stufentandems werden mit Vorderradantrieb ausgerüstet, sodass jeder Fahrer ein Laufrad antreibt und seine eigene Schaltung besitzt. Ein Beispiel ist der Flevotandem-Vorbau, bei dem der ganze Antrieb samt Kurbel und Kette mitlenkt.

## Hersteller und Modelle
Die meisten Stufentandems werden als Kleinserien in Manufakturarbeit hergestellt oder sind Eigenbauten. Das im Europa bekannteste Modell ist das Pino von Hase Spezialräder. Dabei sitzt der Captain hinten auf einem normalen Fahrradsattel, während der Stoker vorne auf einem Liegeradsitz sitzt. Statt des Stokers lässt sich durch Montage einer entsprechenden Aufnahme auch Gepäck mitnehmen, was das Pino zu einem Transportrad macht. Auch der niederländische Hersteller Van Raam produzierte ein Stufentandem, es heißt Kivo und ist für Kinder vorne gedacht. Weitere Modelle sind das Morpheus von Circe, das Family Tandem von Performer und das Hi-Life von Velomo.